# Laudomia Piccolomini
Laudomia Piccolomini (* zwischen 1410 und 1415; † 18. Oktober 1445) war eine italienische Adlige aus der Adelsfamilie Piccolomini.
Laudomia wurde als Tochter von Silvio Piccolomini (1370–1451) und Vittoria geb. Forteguerri († 1455) geboren.
Ihr Bruder war Enea Silvio Piccolomini, der spätere Papst Pius II., ihre Schwester Caterina Piccolomini.
Sie heiratete Nanni di Pietro Todeschini da Sarteano (auch Giovanni Todeschini Piccolomini). Da Enea Silvio der Letzte seines Stammbaumes war, adoptierte er Todeschini und nahm ihn damit in die Familie auf. Todeschini übernahm Laudomias Wappen und fügte seinem Nachnamen den Namen der Piccolomini hinzu.  So schuf er die Linie der Todeschini Piccolomini. 
Laudomias Schwester Caterina heiratete im Jahr 1430 den Adeligen Bartolomeo Guglielmini und gründete die Linie der Guglielmini Piccolomini.
Laudomias Kinder:
- Antonio Piccolomini Todeschini d’Aragona (1437–1492), Herzog von Amalfi
- Francesco Todeschini Piccolomini (* 1439), Papst Pius III.
- Giacomo Todeschini Piccolomini (* 1441), Herr von Montemarciano
- Andrea Piccolomini Todeschini (* 1445), Patrizier in Siena, Herr von Castiglione ⚭ Agnese Farnese